# Parafia Matki Boskiej Bolesnej w San Antonio
Parafia Matki Boskiej Bolesnej w San Antonio (ang. Our Lady of Sorrows Parish) – parafia rzymskokatolicka położona w San Antonio w stanie Teksas, Stany Zjednoczone.
Jest ona wieloetniczną parafią w archidiecezji San Antonio z mszą św. dla polskich imigrantów.
Parafia została poświęcona Matce Boskiej Bolesnej.